# 須永秀明
須永 秀明（すなが ひであき、1967年8月25日 - ）は、日本の映画監督であり、ミュージック・ビデオのディレクター。日本大学理工学部数学科卒業後、テレビ朝日系列のニュース制作会社FLEXに入社し、報道編集に従事。その後スペースシャワーTVを経て1997年よりフリーランス転身。 

## 監督作品

### 映画・テレビドラマ
- 2000年 『けものがれ、俺らの猿と』（映画）
- 2002年 『私立探偵 濱マイク』（テレビドラマ・第5話「花」）
- 2005年 『殴者 NAGURIMONO』
- 2006年 『魔弾戦記リュウケンドー』（OP・EDのみ）
- 2011年 『May'n THE MOVIE -Phonic Nation-』

### ミュージック・ビデオ
- ASIAN KUNG-FU GENERATION - 「或る街の群青」「夏蝉」
- ACIDMAN - 「CARVE WITH THE SENSE」
- 上戸彩 - 「上戸彩/UETO AYA LIVE TOUR 2005｛元気ハツラツぅ?｝」（ライブDVD）
- 浦田直也 -「空」
- HY - 「AM11:00」「さあ行こう」「DREAMING」「てがみ」「モノクロ」など
- EXILEグループ関連
  - EXILE THE SECOND -「Summer Lover」
  - EXILE SHOKICHI「君に会うために僕は生まれてきたんだ」
  - THE RAMPAGE from EXILE TRIBE -「FRONTIERS」「Dirty Disco」
  - FANTASTICS from EXILE TRIBE -「Time Camera」
- AKBグループ関連
  - AKB48 - 「制服が邪魔をする」
  - SKE48 - 「ときめきの足跡」
  - NMB48 - 「僕が負けた夏」
- エレファントカシマシ - 「愛すべき今日」
- Every Little Thing - 「Landscape」
- m-flo loves YOSHIKA - 「let go」
- XOX -「Skylight」
- OWV - 「UBA UBA」
- 吉川友 - 「こんな私でよかったら」
- KICK THE CAN CREW - ほぼ全曲
  - KREVA - ほぼ全曲
- GO TO THE BEDS - 「merry bad end」
- 佐伯ユウスケ - 「Step into the Stage」
- ジャニーズ事務所関連
  - 嵐 - 「サクラ咲ケ」「風の向こうへ」 「truth」「Believe」「Crazy Moon 〜キミ・ハ・ムテキ〜」「Monster」「Løve Rainbow」「Breathless」 「つなぐ」 「BRAVE」
  - A.B.C-Z - 「終電を超えて〜Christmas Night」「忘年会!BOU!NEN!KAI!」「Crush On You」「頑張れ、友よ!」
  - Hey! Say! JUMP - 「やんちゃなヒーロー [1]」 「BANGER NIGHT [2]」「愛だけがすべて -What do you want?- [3]」「恋をするんだ [4]」
  - 関ジャニ∞ -「なぐりガキBEAT」
  - KinKi Kids - 「夢を見れば傷つくこともある」「光の気配」
  - WEST. - 「逆転Winner -Cool Ver.-」「one chance」「おーさか☆愛・EYE・哀」
  - Sexy Zone -「よびすて」
  - タッキー&翼 - 「×〜ダメ〜/Crazy Rainbow」
- 少女時代 - 「Run Devil Run」「MR.TAXI」
- スガシカオ - 「コノユビトマレ」「ストーリー」
- 鈴木亜美 - 「Delightful」
- すとぷり-「僕らだけのシャングリラ」「アモーレ・ミオ」｢向こうへ｣
- ストレイテナー - 「冬の太陽」
- SPLAY - 「Drawing days」「Echo again」
- Da-iCE - 「TOKI」「もう一度だけ」「BILLION DREAMS」「HELLO」「Back To The Future」「WATCH OUT」「パラダイブ」
- チームしゃちほこ -「START」
- 超特急 - 「같이 가자（カチ カジャ）」
- Czecho No Republic x SKY-HI -「タイムトラベリング」
- 東方神起 - 「Stand by U」「どうして君を好きになってしまったんだろう?」「Super Star」「B.U.T」「Winter Rose」
- 德永英明 - 「君がくれるもの」「バトン」
- Dragon Ash - ほぼ全曲
- AAA -「MAGIC」
- TRIPLE-P - 「JUMP」「流れ星」「SHAKE」「遠くても...」
- ナオト・インティライミ - 「Amor y sol with 桜井和寿」
- NICO Touches the Walls - 「アボガド」「Broken Youth」「ホログラム」「風人 〜映画『蟹工船』ver.〜」「夜の果て」
- Hi-Fi CAMP - 「Lost Love Song」
- BACK-ON - ほぼ全曲
- 浜崎あゆみ - 「ANGEL'S SONG」「1 LOVE」「Don't look back」「MOON」「The GIFT」「Step by step」「Summer diary」「BYE-BYE」
- 一青窈 - 「江戸ポルカ」
- 藤木直人 - 「Tuning Note」「CRIME OF LOVE」
- ベイビーレイズJAPAN -「○○○○○」
- BoA - 「WOO WEEKEND」「BUMP BUMP! feat. VERBAL」
- 三浦大知 - 「Your Love feat. KREVA」「(RE)PLAY」
- May J. - 「OUR FUTURE」「I'm proud」「So Beautiful」
- MONKEY MAJIK - 「Headlight」「MONSTER」「You Are Not Alone」「魔法の言葉」「夢の世界」
- 遊助 - 「わがまま」「処方箋」「きみ」
- Liella! - 「What a Wonderful Dream!!」「Second Sparkle」
- RYTHEM - 「首すじライン」
- Little Black Dress - 「夏だらけのグライダー」「雨と恋心」
- ONE☆DRAFT - 「情熱」